# E002 (trasa europejska)

Mapa tras europejskich na Kaukaziu

E002 – trasa europejska łącznikowa (kategorii B), biegnąca przez Azerbejdżan i Armenię. Długość trasy wynosi 540 km.

## Przebieg E002
- Azerbejdżan: Alat - Saatli
- Armenia: Megri
- Azerbejdżan:  Ordubad - Dzulfa - Nakhitsjevan - Sadarak